# Курляндцева, Елена Георгиевна
Еле́на Гео́ргиевна Курля́ндцева (6 января 1950, Москва — 25 мая 2005, там же) — советский и российский искусствовед, художественный критик, журналистка. Получила широкую известность и популярность среди телезрителей как художественный обозреватель телеканалов НТВ, ТВ-6, ТВС и «Россия».

## Биография
Родилась 6 января 1950 года в Москве.
В 1974 году окончила исторический факультет МГУ (отделение истории и теории искусства). Во время учёбы была младшим научным сотрудником Музея искусств народов Востока.

### Профессиональная деятельность
В 1976—1978 годах — научный сотрудник музея им. Пушкина.
С 1980 года регулярно публиковала статьи о современном искусстве в журналах «Декоративное искусство СССР», «Юность», «Творчество», «Художественный журнал», «Еженедельный журнал», сборниках «100 памятных дат», газете «The Moscow Times» и др.
В 1980-е годы и в начале 1990-х годов организовывала выставки молодых художников и аукционы современного искусства на различных площадках (в частности, в Доме художника на Кузнецком мосту, во Дворце молодёжи, в выставочном зале на Солянке). Активно освещала концерты российских рок-групп. Поддерживала дружеские отношения с Александром Липницким, вместе с которым в августе 1991 года была в числе защитников Белого дома.
В 1987 году была соорганизатором первого аукциона молодых художников в Советском Фонде культуры.

### Телевидение
На телевидение Елена Курляндцева пришла работать в 1993 году. С октября 1993 по апрель 2001 года — художественный обозреватель по культуре телеканала «НТВ». Делала репортажи о событиях в сфере искусства. Работала для информационной программы «Сегодня», а также для программ «Намедни» с Леонидом Парфёновым и «Итоги» с Евгением Киселёвым. Являлась автором и ведущей телепрограммы «Культпросвет». Один из её репортажей, снятый в Переделкино в 2000 году, был посвящён 40-й годовщине со дня смерти Пастернака.
В апреле 2001 года, в свете событий вокруг перехода НТВ под контроль «Газпром-Медиа», Курляндцева вместе с командой Евгения Киселёва уходит из телекомпании. В заявлении об увольнении она написала: «Не могу оставаться в компании, которая делает мерзости в дни христианской Пасхи». Позднее перешла работать на телеканал ТВ-6, где с мая 2001 по январь 2002 года работала в должности культурного обозревателя программ «Сегодня на ТВ-6», «Сейчас» и «Итоги». В перерыве между ТВ-6 и ТВС (весной 2002 года) также делала сюжеты для телекомпании «Эхо-ТВ».
С июня 2002 по июнь 2003 года продолжила работать культурным обозревателем в программах «Новости» и «Итоги» на телеканале ТВС. Этот телеканал был создан весной 2002 года журналистским коллективом, ранее работавшим на телеканалах НТВ и ТВ-6.
С августа по декабрь 2003 года Елена Курляндцева снимала культурные обозрения для программ «Вести» и «Вести недели» на телеканале «Россия».

### Смерть
В январе 2004 года была госпитализирована с раком лёгких четвёртой степени, после чего к постоянной работе на телевидении уже не вернулась.
Скончалась 25 мая 2005 года в Москве на 56-м году жизни в своей квартире. 28 мая 2005 года похоронена на Аксиньинском кладбище (Одинцовский район).

## Личная жизнь
Была замужем. Дочь Ольга Сагарёва (род. 23 января 1975) — журналист, в 1990-е годы была корреспондентом журнала «Столица», с ноября 2007 по июль 2008 года работала в «РИА Новости» обозревателем экологических ситуаций и проблем. Вела в ЖЖ блоги в 2004—2011 годах, имеет трёх дочерей.